# 南市区 (保定市)
南市区是河北省保定市已撤销的一个市辖区。保定市南市区人民政府驻烟厂路副27号。
2015年4月28日经国务院批准，保定市北市区与南市区合并成立新的莲池区。

## 行政区划
下辖5个街道办事处、4个乡人民政府。